# Északisí-világbajnokságok érmeseinek listája (síugrás)

A síugró világbajnokságot az északisí-világbajnokságok keretében rendezik meg 1925-től. Az északi sí a télisportok közé tartozó összefoglaló sportkategória, a sífutást, a síugrást és az északi összetett sportágakat tartalmazza. A síugrásban a nők 2009-ben kapcsolódtak be a küzdelmekbe.

## Férfiak

### Normálsánc (NH), egyéni verseny
| Év, helyszín        | Világbajnok           | Világbajnok   | Ezüstérmes            | Ezüstérmes    | Bronzérmes          | Bronzérmes    |
| ------------------- | --------------------- | ------------- | --------------------- | ------------- | ------------------- | ------------- |
| 1962 Zakopane       | Toralf Engan          | Norvégia      | Antoni Łaciak         | Lengyelország | Helmut Recknagel    | NDK           |
| 1966 Oslo           | Bjørn Wirkola         | Norvégia      | Dieter Neuendorf      | NDK           | Paavo Lukkariniemi  | Finnország    |
| 1970 Vysoké Tatry   | Garij Napalkov        | Szovjetunió   | Kaszaja Jukio         | Japán         | Lars Grini          | Norvégia      |
| 1974 Falun          | Hans-Georg Aschenbach | NDK           | Dietrich Kampf        | NDK           | Alekszej Borovityin | Szovjetunió   |
| 1978 Lahti          | Matthias Buse         | NDK           | Henry Glaß            | NDK           | Alekszej Borovityin | Szovjetunió   |
| 1982 Oslo           | Armin Kogler          | Ausztria      | Jari Puikkonen        | Finnország    | Ole Bremseth        | Norvégia      |
| 1985 Seefeld        | Jens Weißflog         | NDK           | Andreas Felder        | Ausztria      | Per Bergerud        | Norvégia      |
| 1987 Oberstdorf     | Jiří Parma            | Csehszlovákia | Matti Nykänen         | Finnország    | Vegard Opaas        | Norvégia      |
| 1989 Lahti          | Jens Weißflog         | NDK           | Ari-Pekka Nikkola     | Finnország    | Heinz Kuttin        | Ausztria      |
| 1991 Lago di Tesero | Heinz Kuttin          | Ausztria      | Kent Johanssen        | Norvégia      | Ari-Pekka Nikkola   | Finnország    |
| 1993 Falun          | Harada Maszahiko      | Japán         | Andreas Goldberger    | Ausztria      | Jaroslav Sakala     | Csehország    |
| 1995 Thunder Bay    | Okabe Takanobu        | Japán         | Szaito Hiroja         | Japán         | Mika Laitinen       | Finnország    |
| 1997 Trondheim      | Janne Ahonen          | Finnország    | Harada Maszahiko      | Japán         | Andreas Goldberger  | Ausztria      |
| 1999 Ramsau         | Funaki Kazujosi       | Japán         | Mijahira Hideharu     | Japán         | Harada Maszahiko    | Japán         |
| 2001 Lahti          | Adam Małysz           | Lengyelország | Martin Schmitt        | Németország   | Martin Höllwarth    | Ausztria      |
| 2003 Lago di Tesero | Adam Małysz           | Lengyelország | Tommy Ingebrigtsen    | Norvégia      | Kaszai Noriaki      | Japán         |
| 2005 Oberstdorf     | Rok Benkovič          | Szlovénia     | Jakub Janda           | Csehország    | Janne Ahonen        | Finnország    |
| 2007 Szapporo       | Adam Małysz           | Lengyelország | Simon Ammann          | Svájc         | Thomas Morgenstern  | Ausztria      |
| 2009 Liberec        | Wolfgang Loitzl       | Ausztria      | Gregor Schlierenzauer | Ausztria      | Simon Ammann        | Svájc         |
| 2011 Oslo           | Thomas Morgenstern    | Ausztria      | Andreas Kofler        | Ausztria      | Adam Małysz         | Lengyelország |
| 2013 Val di Fiemme  | Anders Bardal         | Norvégia      | Gregor Schlierenzauer | Ausztria      | Peter Prevc         | Szlovénia     |
| 2015 Falun          | Rune Velta            | Norvégia      | Severin Freund        | Németország   | Stefan Kraft        | Ausztria      |
| 2017 Lahti          | Stefan Kraft          | Ausztria      | Andreas Wellinger     | Németország   | Markus Eisenbichler | Németország   |
| 2019 Seefeld        | Dawid Kubacki         | Lengyelország | Kamil Stoch           | Lengyelország | Stefan Kraft        | Ausztria      |

### Normálsánc (NH), csapatverseny
| Év, helyszín    | Világbajnok                                                              | Világbajnok | Ezüstérmes                                                     | Ezüstérmes  | Bronzérmes                                                        | Bronzérmes  |
| --------------- | ------------------------------------------------------------------------ | ----------- | -------------------------------------------------------------- | ----------- | ----------------------------------------------------------------- | ----------- |
| 2001 Lahti      | Wolfgang Loitzl, Andreas Goldberger, Stefan Horngacher, Martin Höllwarth | Ausztria    | Matti Hautamäki, Risto Jussilainen, Ville Kantee, Janne Ahonen | Finnország  | Sven Hannawald, Michael Uhrmann, Alexander Herr, Martin Schmitt   | Németország |
| 2005 Oberstdorf | Wolfgang Loitzl, Andreas Widhölzl, Thomas Morgenstern, Martin Höllwarth  | Ausztria    | Michael Neumayer, Martin Schmitt, Michael Uhrmann, Georg Späth | Németország | Primož Peterka, Jure Bogataj, Rok Benkovič, Jernej Damjan         | Szlovénia   |
| 2011 Oslo       | Gregor Schlierenzauer, Martin Koch, Andreas Kofler, Thomas Morgenstern   | Ausztria    | Anders Jacobsen, Bjørn Einar Romøren, Anders Bardal, Tom Hilde | Norvégia    | Martin Schmitt, Michael Neumayer, Michael Uhrmann, Severin Freund | Németország |

### Nagysánc (LH), egyéni verseny
| Év, helyszín           | Világbajnok           | Világbajnok      | Ezüstérmes            | Ezüstérmes    | Bronzérmes                 | Bronzérmes    |
| ---------------------- | --------------------- | ---------------- | --------------------- | ------------- | -------------------------- | ------------- |
| 1925 Janské Lázne      | Willen Dick           | Csehszlovákia    | Henry Ljungmann       | Norvégia      | František Wende            | Csehszlovákia |
| 1926 Lahti             | Jacob Tullin Thams    | Norvégia         | Otto Aasen            | Norvégia      | Georg Østerholt            | Norvégia      |
| 1927 Cortina d’Ampezzo | Tore Edman            | Svédország       | Willen Dick           | Csehszlovákia | Bertil Carlsson            | Svédország    |
| 1929 Zakopane          | Sigmund Ruud          | Norvégia         | Kristian Johansson    | Norvégia      | Hans Kleppen               | Norvégia      |
| 1930 Oslo              | Gunnar Andersen       | Norvégia         | Reidar Andersen       | Norvégia      | Sigmund Ruud               | Norvégia      |
| 1931 Oberhof           | Birger Ruud           | Norvégia         | Fritz Kaufmann        | Svájc         | Sven Eriksson              | Svédország    |
| 1933 Innsbruck         | Marcel Reymond        | Svájc            | Rudolf Burkert        | Csehszlovákia | Sven Eriksson              | Svédország    |
| 1934 Solleftea         | Kristian Johansson    | Norvégia         | Arne Hovde            | Norvégia      | Sven Eriksson              | Svédország    |
| 1935 Vysoké Tatry      | Birger Ruud           | Norvégia         | Reidar Andersen       | Norvégia      | Alf Andersen               | Norvégia      |
| 1937 Chamonix          | Birger Ruud           | Norvégia         | Reidar Andersen       | Norvégia      | Sigurd Sollid              | Norvégia      |
| 1938 Lahti             | Asbjørn Ruud          | Norvégia         | Stanisław Marusarz    | Lengyelország | Hilmar Myhra               | Norvégia      |
| 1939 Zakopane          | Josef Bradl           | Németország 1933 | Birger Ruud           | Norvégia      | Arnholdt Kongsgaard        | Norvégia      |
| 1950 Lake Placid       | Hans Bjørnstad        | Norvégia         | Thure Lindgren        | Svédország    | Arnfinn Bergmann           | Norvégia      |
| 1954 Falun             | Matti Pietikäinen     | Finnország       | Veikko Heinonen       | Finnország    | Bror Östman                | Svédország    |
| 1958 Lahti             | Juhani Kärkinen       | Finnország       | Ensio Hyytiä          | Finnország    | Helmut Recknagel           | NDK           |
| 1962 Zakopane          | Helmut Recknagel      | NDK              | Nyikolaj Kamenszkij   | Szovjetunió   | Niilo Halonen              | Finnország    |
| 1966 Oslo              | Bjørn Wirkola         | Norvégia         | Fudzsiszava Takasi    | Japán         | Kjell Sjöberg              | Svédország    |
| 1970 Vysoké Tatry      | Garij Napalkov        | Szovjetunió      | Jiří Raška            | Csehszlovákia | Stanisław Gąsienica Daniel | Lengyelország |
| 1974 Falun             | Hans-Georg Aschenbach | NDK              | Heinz Wossipiwo       | NDK           | Rudolf Höhnl               | Csehszlovákia |
| 1978 Lahti             | Tapio Räisänen        | Finnország       | Alois Lipburger       | Ausztria      | Falko Weißpflog            | NDK           |
| 1982 Oslo              | Matti Nykänen         | Finnország       | Olav Hansson          | Norvégia      | Armin Kogler               | Ausztria      |
| 1985 Seefeld           | Per Bergerud          | Norvégia         | Jari Puikkonen        | Finnország    | Matti Nykänen              | Finnország    |
| 1987 Oberstdorf        | Andreas Felder        | Ausztria         | Vegard Opaas          | Norvégia      | Ernst Vettori              | Ausztria      |
| 1989 Lahti             | Jari Puikkonen        | Finnország       | Jens Weißflog         | NDK           | Matti Nykänen              | Finnország    |
| 1991 Lago di Tesero    | Franci Petek          | Jugoszlávia      | Rune Olijnyk          | Norvégia      | Jens Weißflog              | Németország   |
| 1993 Falun             | Espen Bredesen        | Norvégia         | Jaroslav Sakala       | Csehország    | Andreas Goldberger         | Ausztria      |
| 1995 Thunder Bay       | Tommy Ingebrigtsen    | Norvégia         | Andreas Goldberger    | Ausztria      | Jens Weißflog              | Németország   |
| 1997 Trondheim         | Harada Maszahiko      | Japán            | Dieter Thoma          | Németország   | Sylvain Freiholz           | Svájc         |
| 1999 Ramsau            | Martin Schmitt        | Németország      | Sven Hannawald        | Németország   | Mijahira Hideharu          | Japán         |
| 2001 Lahti             | Martin Schmitt        | Németország      | Adam Małysz           | Lengyelország | Janne Ahonen               | Finnország    |
| 2003 Lago di Tesero    | Adam Małysz           | Lengyelország    | Matti Hautamäki       | Finnország    | Kaszai Noriaki             | Japán         |
| 2005 Oberstdorf        | Janne Ahonen          | Finnország       | Roar Ljøkelsøy        | Norvégia      | Jakub Janda                | Csehország    |
| 2007 Szapporo          | Simon Ammann          | Svájc            | Harri Olli            | Finnország    | Roar Ljøkelsøy             | Norvégia      |
| 2009 Liberec           | Andreas Küttel        | Svájc            | Martin Schmitt        | Németország   | Anders Jacobsen            | Norvégia      |
| 2011 Oslo              | Gregor Schlierenzauer | Ausztria         | Thomas Morgenstern    | Ausztria      | Simon Ammann               | Svájc         |
| 2013 Val di Fiemme     | Kamil Stoch           | Lengyelország    | Peter Prevc           | Szlovénia     | Anders Jacobsen            | Norvégia      |
| 2015 Falun             | Severin Freund        | Németország      | Gregor Schlierenzauer | Ausztria      | Rune Velta                 | Norvégia      |
| 2017 Lahti             | Stefan Kraft          | Ausztria         | Andreas Wellinger     | Németország   | Piotr Żyła                 | Lengyelország |
| 2019 Seefeld           | Markus Eisenbichler   | Németország      | Karl Geiger           | Németország   | Killian Peier              | Svájc         |

### Nagysánc (LH), csapatverseny
| Év, helyszín        | Világbajnok                                                                | Világbajnok   | Ezüstérmes                                                                  | Ezüstérmes             | Bronzérmes                                                                      | Bronzérmes    |
| ------------------- | -------------------------------------------------------------------------- | ------------- | --------------------------------------------------------------------------- | ---------------------- | ------------------------------------------------------------------------------- | ------------- |
| 1982 Oslo           | Johan Sætre, Per Bergerud, Ole Bremseth, Olav Hansson                      | Norvégia      | Hans Wallner, Hubert Neuper, Armin Kogler, Andreas Felder                   | Ausztria               | Keijo Korhonen, Jari Puikkonen, Pentti Kokkonen, Matti Nykänen                  | Finnország    |
| 1984 Rovaniemi      | Geir Andersen, Hallstein Bøgseth, Tom Sandberg                             | Norvégia      | Rauno Miettinen, Jukka Ylipulli, Jouko Karjalainen                          | Finnország             | Alekszandr Proszvirnyin, Alekszandr Majorov, Ildar Garifullin                   | Szovjetunió   |
| 1985 Seefeld        | Tuomo Ylipulli, Pentti Kokkonen, Matti Nykänen, Jari Puikkonen             | Finnország    | Andreas Felder, Armin Kogler, Günther Stranner, Ernst Vettori               | Ausztria               | Frank Sauerbrey, Manfred Deckert, Klaus Ostwald, Jens Weißflog                  | NDK           |
| 1987 Oberstdorf     | Matti Nykänen, Ari-Pekka Nikkola, Tuomo Ylipulli, Pekka Suorsa             | Finnország    | Ole Christian Eidhammer, Hroar Stjernen, Ole Gunnar Fidjestøl, Vegard Opaas | Norvégia               | Ernst Vettori, Richard Schallert, Franz Neuländtner, Andreas Felder             | Ausztria      |
| 1989 Lahti          | Ari-Pekka Nikkola, Jari Puikkonen, Matti Nykänen, Risto Laakkonen          | Finnország    | Magne Johansen, Clas Brede Bråthen, Ole Gunnar Fidjestøl, Jon Inge Kjørum   | Norvégia               | Jiří Parma, Martin Švagerko, Ladislav Dluhoš, Pavel Ploc                        | Csehszlovákia |
| 1991 Lago di Tesero | Heinz Kuttin, Ernst Vettori, Stefan Horngacher, Andreas Felder             | Ausztria      | Ari-Pekka Nikkola, Raimo Ylipulli, Vesa Hakala, Risto Laakkonen             | Finnország             | Heiko Hunger, André Kiesewetter, Dieter Thoma, Jens Weißflog                    | Németország   |
| 1993 Falun          | Bjørn Myrbakken, Helge Brendryen, Øyvind Berg, Espen Bredesen              | Norvégia      | František Jež, Jiří Parma, Jaroslav Sakala, Martin Švagerko                 | Csehország · Szlovákia | Ernst Vettori, Heinz Kuttin, Stefan Horngacher, Andreas Goldberger              | Ausztria      |
| 1995 Thunder Bay    | Jani Soininen, Janne Ahonen, Mika Laitinen, Ari-Pekka Nikkola              | Finnország    | Jens Weißflog, Gerd Siegmund, Hansjörg Jäkle, Dieter Thoma                  | Németország            | Okabe Takanobue, Nisikata Dzsinja, Szaito Hiroja, Jaszuzaki Naoki               | Japán         |
| 1997 Trondheim      | Ari-Pekka Nikkola, Jani Soininen, Mika Laitinen, Janne Ahonen              | Finnország    | Funaki Kazujosi, Okabe Takanobue, Harada Maszahiko, Szaito Hiroja           | Japán                  | Christof Duffner, Martin Schmitt, Hansjörg Jäkle, Dieter Thoma                  | Németország   |
| 1999 Ramsau         | Sven Hannawald, Christof Duffner, Dieter Thoma, Martin Schmitt             | Németország   | Kaszai Noriaki, Mijahira Hideharu, Harada Maszahiko, Funaki Kazujosi        | Japán                  | Andreas Widhölzl, Martin Höllwarth, Reinhard Schwarzenberger, Stefan Horngacher | Ausztria      |
| 2001 Lahti          | Sven Hannawald, Michael Uhrmann, Alexander Herr, Martin Schmitt            | Németország   | Risto Jussilainen, Jani Soininen, Ville Kantee, Janne Ahonen                | Finnország             | Andreas Goldberger, Wolfgang Loitzl, Martin Höllwarth, Stefan Horngacher        | Ausztria      |
| 2003 Lago di Tesero | Janne Ahonen, Tami Kiuru, Arttu Lappi, Matti Hautamäki                     | Finnország    | Funaki Kazujosi, Higasi Akira, Mijahira Hideharu, Kaszai Noriaki            | Japán                  | Tommy Ingebrigtsen, Lars Bystøl, Sigurd Pettersen, Bjørn Einar Romøren          | Norvégia      |
| 2005 Oberstdorf     | Wolfgang Loitzl, Andreas Widhölzl, Thomas Morgenstern, Martin Höllwarth    | Ausztria      | Risto Jussilainen, Tami Kiuru, Matti Hautamäki, Janne Ahonen                | Finnország             | Bjørn Einar Romøren, Sigurd Pettersen, Lars Bystøl, Roar Ljøkelsøy              | Norvégia      |
| 2007 Szapporo       | Wolfgang Loitzl, Gregor Schlierenzauer, Andreas Kofler, Thomas Morgenstern | Ausztria      | Tom Hilde, Anders Bardal, Anders Jacobsen, Roar Ljøkelsøy                   | Norvégia               | Tocsimoto Sohej, Okabe Takanobu, Ito Daiki, Kaszai Noriaki                      | Japán         |
| 2009 Liberec        | Wolfgang Loitzl, Martin Koch, Thomas Morgenstern, Gregor Schlierenzauer    | Ausztria      | Anders Bardal, Tom Hilde, Johan Remen Evensen, Anders Jacobsen              | Norvégia               | Tocsimoto Sohej, Okabe Takanobu, Ito Daiki, Kaszai Noriaki                      | Japán         |
| 2011 Oslo           | Gregor Schlierenzauer, Martin Koch, Andreas Kofler, Thomas Morgenstern     | Ausztria      | Anders Jacobsen, Johan Remen Evensen, Anders Bardal, Tom Hilde              | Norvégia               | Peter Prevc, Jurij Tepeš, Jernej Damjan, Robert Kranjec                         | Szlovénia     |
| 2013 Val di Fiemme  | Wolfgang Loitzl, Manuel Fettner, Thomas Morgenstern, Gregor Schlierenzauer | Ausztria      | Andreas Wank, Severin Freund, Michael Neumayer, Richard Freitag             | Németország            | Maciej Kot, Piotr Żyła, Dawid Kubacki, Kamil Stoch                              | Lengyelország |
| 2015 Falun          | Anders Bardal, Anders Jacobsen, Anders Fannemel, Rune Velta                | Norvégia      | Stefan Kraft, Michael Hayböck, Manuel Poppinger, Gregor Schlierenzauer      | Ausztria               | Piotr Żyła, Klemens Murańka, Jan Ziobro, Kamil Stoch                            | Lengyelország |
| 2017 Lahti          | Piotr Żyła, Dawid Kubacki, Maciej Kot, Kamil Stoch                         | Lengyelország | Anders Fannemel, Johann André Forfang, Daniel-André Tande, Andreas Stjernen | Norvégia               | Michael Hayböck, Manuel Fettner, Gregor Schlierenzauer, Stefan Kraft            | Ausztria      |
| 2019 Seefeld        | Karl Geiger, Richard Freitag, Stephan Leyhe, Markus Eisenbichler           | Németország   | Philipp Aschenwald, Michael Hayboeck, Daniel Huber, Stefan Kraft            | Ausztria               | Sato Yukiya, Ito Daiki, Kobajasi Junsiro, Kobajasi Rjójú                        | Japán         |

## Nők
A női versenyt normálsáncon rendezik meg.

| Év, helyszín       | Világbajnok       | Világbajnok | Ezüstérmes        | Ezüstérmes  | Bronzérmes                 | Bronzérmes    |
| ------------------ | ----------------- | ----------- | ----------------- | ----------- | -------------------------- | ------------- |
| 2009 Liberec       | Lindsey Van       | USA         | Ulrike Grässler   | Németország | Anette Sagen               | Norvégia      |
| 2011 Oslo          | Daniela Iraschko  | Ausztria    | Elena Runggaldier | Olaszország | Coline Mattel              | Franciaország |
| 2013 Val di Fiemme | Sarah Hendrickson | USA         | Takanasi Szara    | Japán       | Jacqueline Seifriedsberger | Ausztria      |
| 2015 Falun         | Carina Vogt       | Németország | Itó Júki          | Japán       | Daniela Iraschko-Stolz     | Ausztria      |
| 2017 Lahti         | Carina Vogt       | Németország | Itó Júki          | Japán       | Takanasi Szara             | Japán         |
| 2019 Seefeld       | Maren Lundby      | Norvégia    | Katharina Althaus | Németország | Daniela Iraschko-Stolz     | Ausztria      |

## Vegyescsapat
A normálsáncon rendezett versenyben két-két férfi és női ugróból álló csapatok vesznek részt. Az ugrási sorrend: 1. nő, 1. férfi, 2. nő, 2. férfi.

| Év, helyszín       | Világbajnok                                                           | Világbajnok | Ezüstérmes                                                                          | Ezüstérmes | Bronzérmes                                                         | Bronzérmes  |
| ------------------ | --------------------------------------------------------------------- | ----------- | ----------------------------------------------------------------------------------- | ---------- | ------------------------------------------------------------------ | ----------- |
| 2013 Val di Fiemme | Ito Juki, Ito Daiki, Takanasi Szara, Takeucsi Taku                    | Japán       | Chiara Hölzl, Thomas Morgenstern, Jacqueline Seifriedsberger, Gregor Schlierenzauer | Ausztria   | Ulrike Gräßler, Richard Freitag, Carina Vogt, Severin Freund       | Németország |
| 2015 Falun         | Carina Vogt, Richard Freitag, Katharina Althaus, Severin Freund       | Németország | Line Jahr, Anders Bardal, Maren Lundby, Rune Velta                                  | Norvégia   | Takanasi Szara, Kaszai Noriaki, Ito Juki, Takeucsi Taku            | Japán       |
| 2017 Lahti         | Carina Vogt, Markus Eisenbichler, Svenja Würth, Andreas Wellinger     | Németország | Daniela Iraschko-Stolz, Michael Hayböck, Jacqueline Seifriedsberger, Stefan Kraft   | Ausztria   | Takanasi Szara, Takeucsi Taku, Itó Júki, Itó Daiki                 | Japán       |
| 2019 Seefeld       | Katharina Althaus, Markus Eisenbichler, Juliane Seyfarth, Karl Geiger | Németország | Eva Pinkelnig, Philipp Aschenwald, Daniela Iraschko-Stolz, Stefan Kraft             | Ausztria   | Anna Odine Strøm, Robert Johansson, Maren Lundby, Andreas Stjernen | Norvégia    |